# Fernando Barbosa de Carvalho
Fernando Barbosa Carvalho (Amarante, 27 de agosto de 1891 - São Luís, 24 de maio de 1976) foi um jornalista, poeta, escritor e político brasileiro, outrora deputado estadual pelo Maranhão. 

## Biografia[1]
Natural do Piauí, Fernando Barbosa Carvalho mudou-se para o estado do Maranhão em meados da década de 1910, passando a residir em Codó. Em 07 de janeiro de 1916, juntamente com seu irmão Elisabeto Carvalho funda o Externato São José em Codó. Era Bacharel em Direito.
Fora eleito Deputado Estadual pelo estado do Maranhão no período de 1947-1951, tendo sido nomeado Secretário de Educação e Cultura no governo Eugênio Barros. Fundou o jornal “A Escola”, que circulava internamente no Externato, posteriormente passando a circular na cidade.
Foi signatário da Constituição Estadual do Maranhão, promulgada em 28 de julho de 1947.
Era membro da Academia Maranhense de Letras, tendo sido eleito para suceder o escritor Mata Roma. 
Faleceu no dia 24 de maio de 1976, na cidade de São Luís, devido a problemas cardíacos.

## Obras
- Práticas de Português
- Crônicas Doutrinárias
- Poesias
- Voz da Razão
- Trovas